# Блек Рок (пустиня)
Блек Рок (на английски: Black Rock) в превод „Черна скала“ или „Черен камък“) е пустиня в северозападната част на щата Невада, САЩ. Пустинята Блек Рок става популярна след като там започва да се провежда ежегодния фестивал Burning Man.
Повърхността на пустинята представлява равно, сухо и твърдо дъно на някогашно езеро от ледниковата епоха. Пустинята Блек Рок е мястото където на 15 октомври 1997 г. е поставен настоящия световен рекорд за най-висока скорост на суша: 1228 км/ч (763 мили/ч) от колата ТръстЕсЕсСи, която е и първото сухопътно превозно средство, което е преминало скоростта на звука.